# Бирьё
Бирьё (фр. Birieux) — коммуна во Франции, находится в регионе Рона — Альпы. Департамент — Эн. Входит в состав кантона Виллар-ле-Домб. Округ коммуны — Бурк-ан-Брес.
Код INSEE коммуны — 01045.

## География
Коммуна расположена приблизительно в 390 км к юго-востоку от Парижа, в 27 км северо-восточнее Лиона, в 32 км к юго-западу от Бурк-ан-Бреса.
Вдоль северной границы коммуны протекает небольшая река Шаларон.

## Население
Население коммуны на 2008 год составляло 230 человек.
| 1962 | 1968 | 1975 | 1982 | 1990 | 1999 | 2008 |
| ---- | ---- | ---- | ---- | ---- | ---- | ---- |
| 125  | 110  | 97   | 102  | 125  | 145  | 230  |

## Экономика
Основу экономики составляет сельское хозяйство (производство зерна и выращивание скота).
В 2007 году среди 138 человек в трудоспособном возрасте (15—64 лет) 109 были экономически активными, 29 — неактивными (показатель активности — 79,0 %, в 1999 году было 76,0 %). Из 109 активных работали 108 человек (58 мужчин и 50 женщин), безработной была 1 женщина. Среди 29 неактивных 13 человек были учениками или студентами, 13 — пенсионерами, 3 были неактивными по другим причинам.

## Фотогалерея

Коммуна на карте департамента Эн
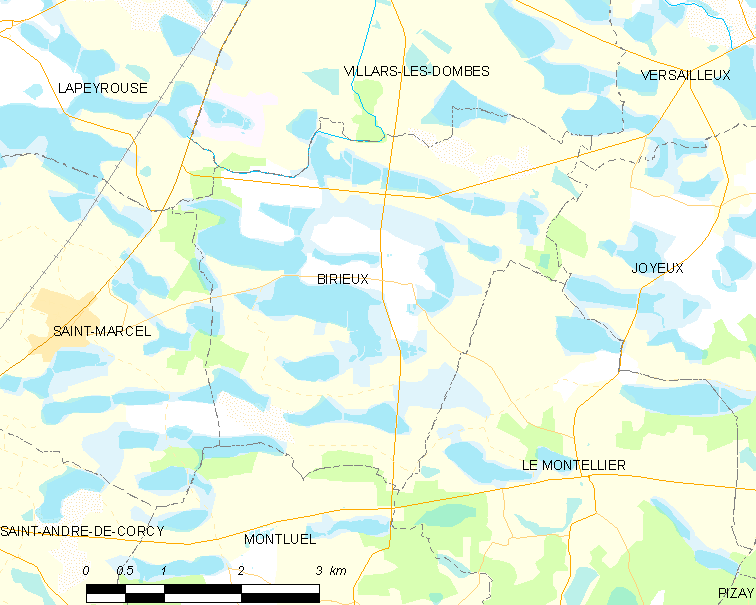
Карта коммуны